# Kojkovo
Kojkovo (macedónul: Којково) település Észak-Macedóniában, a Északkeleti körzetben, Kratovo községben.

## Népesség
| Lakosok száma | 267  | 294  | 202  | 186  | 118  | 51   | 62   | 36   | 9    |
|               | 1948 | 1953 | 1961 | 1971 | 1981 | 1991 | 1994 | 2002 | 2021 |

- 2002-ben 36 lakosa volt, akik mindannyian macedónok.